# آمنة الكنانية
آمنة بنت نصر الله الكنانية هي محدثةٌ من مصر، وُلدت تقريبًا عام 770 هجريًا، وتُوفيت في رمضان عام 853 هجريًا. يذكرُ عمر كحالة في كتابه «أعلام النساء في عالمي العرب والإسلام» بأنَّ «آمنة بنت نصر الله بن أحمد الكنانية: مُحدثة ولدت تقريبا سنة 770 هـ. وحدثت باليسير. وقرأ عليها السخاوي بعض الأجزاء. وأجاز لها جماعة منهم أبو بكر بن محمد الزكي وعبد الرحمن المزي ومحمد بن داود بن حمزة وإبراهيم بن أبي بكر بن عمر بن السلار».